# Sisto
Sisto  è un nome proprio di persona italiano maschile.

## Varianti in altre lingue
- Asturiano: Sistu
- Basco: Sixto
- Bretone: Sikstus
- Catalano: Sixt
- Croato: Siksto
- Danese: Sixtus
- Francese: Sixte
- Georgiano: სიქსტუს (Sikst'us)
- Greco antico: Ξυστός (Xystos)[2]
- Greco moderno: Σίξτος (Sixtos)
- Latino: Xystus[2], Xistus[1], Sixtus[3], Sistus[1]
- Lettone: Siksts
- Lituano: Sikstas
- Norvegese: Sixtus
- Polacco: Sykstus
- Portoghese: Sisto
- Russo: Сикст (Sikst)
- Sloveno: Sikst
- Spagnolo: Sixto
- Svedese: Sixtus
- Tedesco: Sixtus
- Ungherese: Szixtusz, Sükösd

## Origine e diffusione

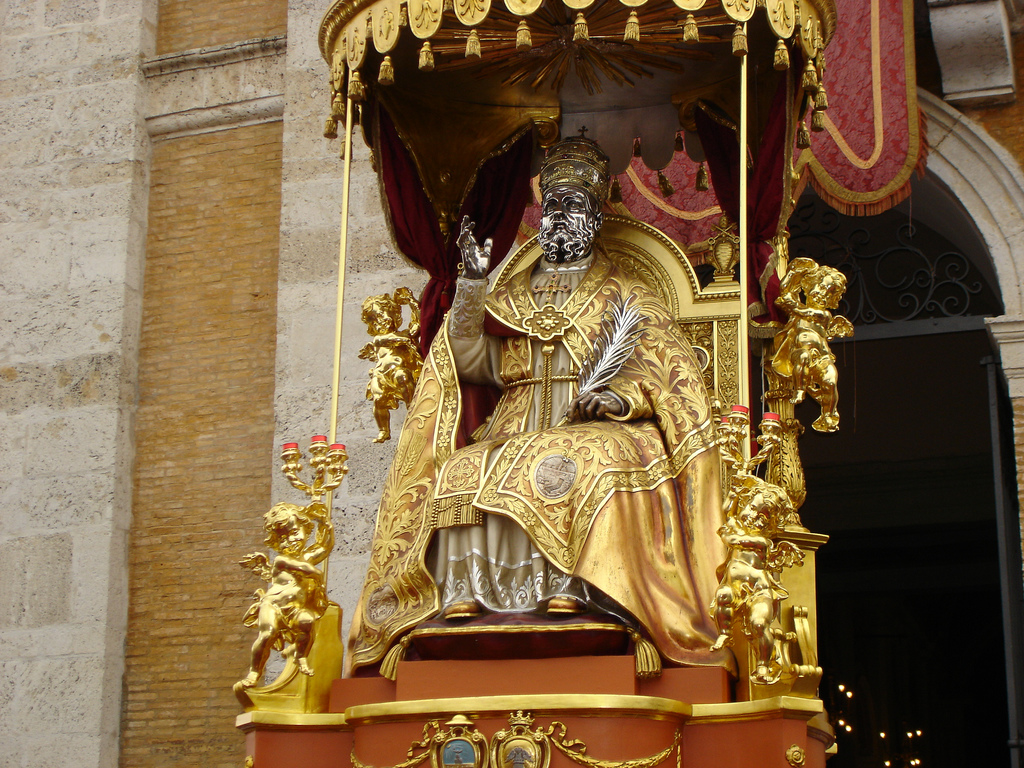
Statua di Papa Sisto I esposta durante la Festa di San Sisto, ad Alatri

Deriva dal latino Sixtus, un nome portato da cinque papi. I primi tre avevano in realtà un nome greco, Ξυστός (Xystos) che, derivante da xyein ("grattare"), vuol dire "levigato", "liscio". Per estensione, il nome può assumere anche il significato di "rasato": nel caso dei tre papi, Xystos potrebbe essere stato un nome adottato in riferimento alla tonsura, simbolo della vita religiosa, il che spiegherebbe anche la prevalenza del nome nei primi 500 anni di pontificato.
Nel caso del primo papa, la forma latina del nome, Xystus, venne cambiata a posteriori (da autori come Ireneo nella sua Adversus haereses) in Sixtus (una variante di Sextus, "Sesto"), facendo un gioco di parole sul fatto che si trattava del "sesto [papa] dopo gli apostoli". Il secondo e il terzo papa ebbero anch'essi il loro nome cambiato post-mortem per uniformarlo a quello del primo, mentre gli ultimi due assunsero direttamente il nome Sixtus, ereditandolo dai predecessori.

## Onomastico
L'onomastico viene festeggiato, solitamente, il 3 aprile, in onore di san Sisto I, settimo papa e martire a Roma; si ricordano altri santi con questo nome, fra i quali, alle date seguenti:
- 7 agosto (Chiesa cattolica) o 10 agosto (Chiesa ortodossa), san Sisto II, papa e martire con altri compagni a Roma[5]
- 19 agosto, san Sisto III, papa[5]
- 1º settembre, san Sisto, vescovo di Reims[5]
- 12 novembre, san Sisto, vescovo e martire in Egitto[6]
- 17 novembre, beato Sisto Locatelli, francescano[5]

## Persone
- Sisto I, papa e santo
- Sisto II, papa e santo
- Sisto III, papa e santo

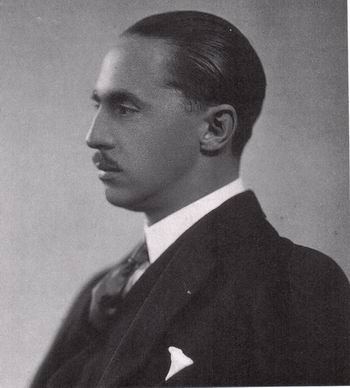
Sisto di Borbone-Parma

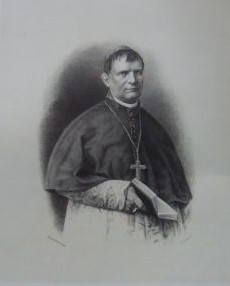
Sisto Riario Sforza

- Sisto IV, al secolo Francesco della Rovere, papa
- Sisto V, nato Felice Peretti, papa
- Sisto di Borbone-Parma, principe dei Borbone-Parma e ufficiale dell'esercito belga
- Sisto Enrico di Borbone-Parma, duca di Aranjuez, Infante di Spagna, considerato Reggente di Spagna dalla maggior parte dei Carlisti
- Sisto da Pisa, religioso italiano
- Sisto Badalocchio, pittore e incisore italiano
- Sisto Dalla Palma, scrittore italiano
- Sisto Gara della Rovere, cardinale e vescovo cattolico italiano
- Sisto Gillarduzzi, bobbista italiano
- Sisto Reina, compositore e organista italiano
- Sisto Riario Sforza, cardinale e arcivescovo cattolico italiano
- Sisto Senese, teologo italiano
- Sisto Vinciguerra, giurista e patriota italiano

### Variante Sixto
- Sixto Durán Ballén, politico ecuadoriano
- Sixto Escobar, pugile statunitense
- Sixto Peralta, calciatore argentino
- Sixto Vizuete, allenatore di calcio ecuadoriano

### Variante Sixtus
- Sixtus Riessinger, tipografo e presbitero tedesco